# Уэллс, Наки
Наки Майкл Уэллс (англ. Nahki Michael Wells; род. 1 июня 1990, Гамильтон, Британские заморские территории) — бермудский футболист, нападающий клуба «Лутон Таун» и сборной Бермудских Островов.

## Клубная карьера
Футболом начал заниматься в 12 лет в школе клуба «Данди Таун Хорнетс». Ездил на просмотр в академию «Аякса», но, получив предложение заключить контракт, отказался от него. В сезоне 2009/10 забил 20 мячей в чемпионате Бермудских Островов, после чего подписал контракт с клубом «Бермуда Ходжес», выступавшим в Премьер-лиге развития. В сезоне 2010 провёл за команду 9 матчей, забив 2 мяча.
В 2010 году переехал в Англию для обучения в филиале Ричмондского Американского международного университета в Лидсе, а также выступал за любительский клуб «Экклсфилд Юнайтед».
В ноябре 2010 года был приглашён на просмотр в «Карлайл Юнайтед». В декабре подписал с клубом контракт и дебютировал в матче чемпионата 15 января 2011 года в матче против «Бристоль Роверс». 3 мая 2011 года «Карлайл» объявил что не будет продлевать контракт с игроком.
22 июля 2011 года, после просмотра, подписал однолетний контракт с «Брэдфорд Сити». Дебютировал за клуб в стартовой игре сезона 2011/12.
9 марта 2012 года продлил контракт с клубом ещё на один сезон. 14 апреля сделал хет-трик в ворота «Нортгемптон Таун». После этого бывший игрок сборной Бермудских островов Кайл Лайтборн сравнил форварда с Джермейном Дефо.
В стартовом матче сезона 2012/13 реализовал пенальти в ворота «Джиллингема». В конце сентября 2012 года подписал новый трёхлетний контракт с клубом. 8 января 2013 года забил в матче Кубка лиги в ворота «Астон Виллы» и помог своей команде выйти в финал. Сыграв в финале, стал первым бермудским футболистом, вышедшим на поле в финальной игре одного из главных английских кубковых турниров. 18 мая 2013 года забил один из трёх мячей в ворота «Нортгемптона» в финальном матче плей-офф и вместе с командой вышел в Первую лигу.
24 августа 2013 года забил два мяча в ворота «Шеффилд Юнайтед» и установил рекорд клуба, отличившись в восьми играх подряд. 6 сентября 2013 года получил приз Лучшем игроку Первой лиги по итогам августа. В конце сентября получил травму и выбыл из строя на два месяца. Вернувшись в состав после восстановления, сделал хет-трик в матче с «Ковентри».
10 января 2014 года Уэллс подписал контракт с «Хаддерсфилдом» на четыре с половиной года. Условия сделки включали в себя одноматчевую аренду чтобы не терять время на оформление трансферных документов. 11 января 2014 года, менее чем через сутки после перехода, дебютировал за клуб и забил победный мяч в ворота «Миллуолла». В сезоне 2015/16 стал лучшим бомбардиром команды с 14-ю забитыми мячами. По итогам сезона 2016/17 вместе с «Хаддерсфилдом» вышел в Премьер-лигу.
31 августа 2017 года перешёл в «Бернли», сумма трансфера составила £5 млн.
23 августа 2018 года был арендован на сезон клубом Чемпионшипа «Куинз Парк Рейнджерс».
8 августа 2019 года вновь был арендован клубом «Куинз Парк Рейнджерс».
30 января 2020 года подписал контракт на 3.5 года с клубом «Бристоль Сити».

## Карьера за сборную
В составе сборной Бермудских Островов дебютировал в 2007 году. Тогда же провёл четыре матча, не входящих в реестр ФИФА, на Островных играх 2007.
В сентябре 2011 года сыграл в пяти матчах отборочного турнира чемпионата мира.
Был включён в состав сборной Бермудских Островов на Золотой кубок КОНКАКАФ 2019. Во втором матче в групповом раунде против сборной Коста-Рики забил гол с пенальти на 59-й минуте, но его команда уступила со счётом 1:2. В третьем матче против сборной Никарагуа забил гол на 71-й минуте, а команда победила 2:0.

### Голы за сборную
| №  | Дата            | Место                                                               | Матч | Соперник                 | Счёт | Результат | Турнир                             |
| -- | --------------- | ------------------------------------------------------------------- | ---- | ------------------------ | ---- | --------- | ---------------------------------- |
| 1  | 7 октября 2011  | Национальный стадион, Девоншир, Бермудские о-ва                     | 5    | Тринидад и Тобаго        | 2–0  | 2–1       | Квалификация на ЧМ 2014            |
| 2  | 14 ноября 2011  | Национальный стадион, Девоншир, Бермудские о-ва                     | 7    | Барбадос                 | 1–0  | 2–1       | Квалификация на ЧМ 2014            |
| 3  | 25 марта 2015   | Томас Робинсон, Нассау, Багамские острова                           | 8    | Багамские Острова        | 2–0  | 5–0       | Квалификация на ЧМ 2018            |
| 4  | 29 марта 2015   | Национальный стадион, Девоншир, Бермудские о-ва                     | 9    | Багамские Острова        | 1–0  | 3–0       | Квалификация на ЧМ 2018            |
| 5  | 29 марта 2015   | Национальный стадион, Девоншир, Бермудские о-ва                     | 9    | Багамские Острова        | 3–0  | 3–0       | Квалификация на ЧМ 2018            |
| 6  | 16 ноября 2018  | Национальный стадион, Девоншир, Бермудские о-ва                     | 10   | Сальвадор                | 1–0  | 1–0       | Квалификация в ЛН КОНКАКАФ 2019/20 |
| 7  | 24 марта 2019   | Сибао, Сантьяго-де-лос-Трейнта-Кабальерос, Доминиканская Республика | 11   | Доминиканская Республика | 2–1  | 3–1       | Квалификация в ЛН КОНКАКАФ 2019/20 |
| 8  | 20 июня 2019    | Тойота Стэдиум, Фриско, США                                         | 14   | Коста-Рика               | 1–2  | 1–2       | ЗК КОНКАКАФ 2019                   |
| 9  | 24 июня 2019    | Ред Булл Арена, Гаррисон, США                                       | 15   | Никарагуа                | 2–0  | 2–0       | ЗК КОНКАКАФ 2019                   |
| 10 | 8 сентября 2019 | Роммель Фернандес, Панама, Панама                                   | 17   | Панама                   | 1–0  | 2–0       | ЛН КОНКАКАФ 2019/2020              |
| 11 | 8 сентября 2019 | Роммель Фернандес, Панама, Панама                                   | 17   | Панама                   | 2–0  | 2–0       | ЛН КОНКАКАФ 2019/2020              |
| 12 | 12 октября 2019 | Национальный стадион, Девоншир, Бермудские о-ва                     | 18   | Мексика                  | 1–3  | 1–5       | ЛН КОНКАКАФ 2019/2020              |
| 13 | 2 июля 2021     | Драйв Пинк Стэдиум, Форт-Лодердейл, США                             | 20   | Барбадос                 | 1–0  | 8–1       | Квалификация на ЗК КОНКАКАФ 2021   |
| 14 | 2 июля 2021     | Драйв Пинк Стэдиум, Форт-Лодердейл, США                             | 20   | Барбадос                 | 2–0  | 8–1       | Квалификация на ЗК КОНКАКАФ 2021   |
| 15 | 2 июля 2021     | Драйв Пинк Стэдиум, Форт-Лодердейл, США                             | 20   | Барбадос                 | 8–1  | 8–1       | Квалификация на ЗК КОНКАКАФ 2021   |
| 16 | 6 июля 2021     | Драйв Пинк Стэдиум, Форт-Лодердейл, США                             | 21   | Гаити                    | 1–3  | 1–4       | Квалификация на ЗК КОНКАКАФ 2021   |